# Püski
Püski là một thị trấn thuộc hạt Győr-Moson-Sopron, Hungary. Thị trấn này có diện tích 8,39 km², dân số năm 2010 là 641 người, mật độ 76 người/km².